# Jordi Guillem del Palatinat-Zweibrücken-Birkenfeld
Jordi Guillem del Palatinat-Zweibrücken-Birkenfeld (en alemany, Georg Wilhelm von Pfalz-Zweibrücken-Birkenfeld) va néixer a Ansbach (Alemanya) el 6 d'agost de 1591 i va morir a Birkenfeld el 25 de desembre de 1669. Era un noble alemany, fill del comte palatí Carles I de Zweibrücken-Birkenfeld (1560-1600) i de Dorotea de Brunsvic-Lüneburg
(1570-1649).
Va succeir el seu pare, l'any 1600, com a comte de Sponheim, en un condomini el marcgravi Guillem de Baden-Baden. Jordi Guillem va acabar l'ampliació del castell de Birkenfeld, iniciat pel seu pare. Era considerat un governant prudent i molt preocupat pels temes econòmics, tot i les dificultats derivades de la Guerra dels Trenta Anys. Les seves terres van ser envaïdes durant aquest conflicte bèl·lic, el 1635, i en aquest mateix any una pesta provocà la mort de 416 persones.

## Matrimoni i fills
El 30 de novembre de 1616 es va casar a Neuenstein amb Dorotea de Solms-Sonnenwalde (1586-1625), filla del comte Otó I (1550-1612) i d'Anna Amàlia de Nassau-Weilburg (1560-1635). Fruit d'aquest matrimoni nasqueren:
- Dorotea Amàlia (1618-1635)
- Anna Sofia (1619-1680)
- Elisabet Juliana (1620-1651)
- Maria Magdalena (1622-1689), casada amb Antoni Günther de Schwarzburg-Sondershausen (1620-1666).
- Clara (1624-1628)
- Carles II Otó (1625-1671), casat amb Margarida Hedwig de Hohenlohe-Neuenstein (1625-1676).

Després de la mort de la seva primera esposa, es va casar el 30 de novembre de 1641, al castell de Birkenfeld, amb Juliana de Salm-Grumbach (1616-1647); però es van divorciar a l'any següent. D'aquest curt matrimoni nasqué un fill, quan ja eren divorciats, que no va ser reconegut per Jordi Guillem. Però encara es va tornar a casar per tercera vegada, el 8 de març de 1649, amb la comtessa Anna Elisabet d'Oettingen (1603-1673), filla de Lluís Eberhard d'Oettingen-Oettingen; d'aquest darrer enllaç no n'eixí descendència.